# Webbkamera
En webbkamera är en typ av digitalkamera som är avsedd för kommunikation via webben. Den sänder kontinuerligt eller med jämna mellanrum bilder som kan betraktas via exempelvis en dator. Den kan användas i privata sammanhang, för kommunikation i konferenser på företag eller undervisning, vid chatt, övervakning via Internet eller interna datornätverk. Webbkameran kan även ta stillbilder och användas till att spela in digitala videoklipp. En webbkamera kan vara kabelansluten, trådlös eller integrerad. Det är möjligt att fjärrstyra en webbkamera, exempelvis riktning och zoom.
Den första webbkameran visade Kaffebryggaren i Trojan Room och kopplades online 22 november 1993. I svenskan är ordet webbkamera belagt åtminstone sedan 1997. I början av 2000-talet har webbkamerorna krympt och fått bättre egenskaper, både upplösning och ljuskänsligheten har förbättrats väsentligt.

## Användning
Webbkameror kan vara ständigt uppkopplade för att gratis eller mot betalning ge information eller underhållning till allmänheten. Storstäder, skidbackar och turistorter har webbkameror för att visa väder och andra förhållanden. Det finns också kameror monterade vid vulkaner, i fågelreservat eller på båtar som deltar i kappseglingar osv. Dessa webbkameror kallas ibland även för livekameror då de sänder direkt eller med en kortare fördröjning. Webbkameror fotograferar också ständigt från satelliter och sänder regelbundet bilder som kan ses via Internet.
Den privata användningen av webbkameror för övervakning ökar avsevärt för närvarande[när?] på bekostnad av traditionella analoga CCTV-kameror. Sveriges största installationer av dessa kameror finns inom Storstockholms Lokaltrafik (SL), som installerar över 14 000 kameror i bussar och på stationer[när?] i syfte att öka säkerheten och minska risken för skadegörelse.  
Pornografiska webbplatser har också, mot betalning, direktsändningar via webbkameror. En växande mängd sexarbetare – webbkameramodeller – tjänar pengar genom att ta betalt för sexuella uppvisningar under privata videosamtal; detta kan ses som en virtuell prostitution. Denna verksamhet har också kopplingar till den äldre telefonsex-branschen, med tillägg av rörlig bild och textmöjligheter via chatt.

## Olika modeller
Webbkameror finns i olika storlekar och med olika upplösningar. Typiskt för webbkameran är att den är kabelansluten eller fastmonterad och mindre mobil än en handhållen digitalkamera, smartmobil eller videokamera. Kamerorna kan indelas i två grundläggande typer:
- Nätverksansluten kamera, en betydligt mer avancerad typ av kamera än traditionella webbkameror där man integrerat datorkapaciteten i själva kameran. Nätverkskameror kan direkt anslutas, trådlöst eller via kabel, till Internet eller det lokala nätverket. Den tekniska utvecklingen inom detta område är snabb då marknaden är enormt stor, se SL exemplet ovan, och variationen på kameramodeller är stor, inbyggd mikrofon och MPEG-4 komprimering är vanligt förekommande typer av finesser. Det svenska företaget Axis Communications är en stor leverantör av denna typ av kameror.
- Datoransluten webbkamera, den traditionella typen som ansluts till datorn, oftast via en USB-sladd. Denna typ av webbkameror är relativt billiga i inköp och används ofta för videosamtal, till exempel via Skype eller andra kommunikationsprogram. Det finns kameror anpassade för många olika typer av användning, både stora och extremt små och en del modeller har inbyggd mikrofon.